# DKオールディーズ
DKオールディーズ（DKOldies）は、レトロゲームとビデオゲームの収集に特化したアメリカの eコマース企業である。 第2世代から第8世代までのほとんどのコンソールを販売していて、2016年にはオンラインで約300万ドル相当のビンテージゲームを販売した。
DKOldiesは、2000年代初頭にペンシルベニア州モーガンタウンで設立された。 そのオーナーであるDrew Steimeは、2000年代初頭にNESゲームをオンラインで販売することで、電子商取引のキャリアを開始した。2017年、DKOldiesはeBayで、スーパーマリオブラザーズの貴重な未開封品を3万ドルで販売した。 これは2020年にスーパーマリオブラザーズ3が16万ドルで販売され記録が破られるまで、インターネットでDKOldiesが販売した最も高価なゲームであった。